# Brownlowia fluminensis
Brownlowia fluminensis är en malvaväxtart som beskrevs av André Joseph Guillaume Henri Kostermans. Brownlowia fluminensis ingår i släktet Brownlowia och familjen malvaväxter. Inga underarter finns listade i Catalogue of Life.